# Discesa in corda doppia

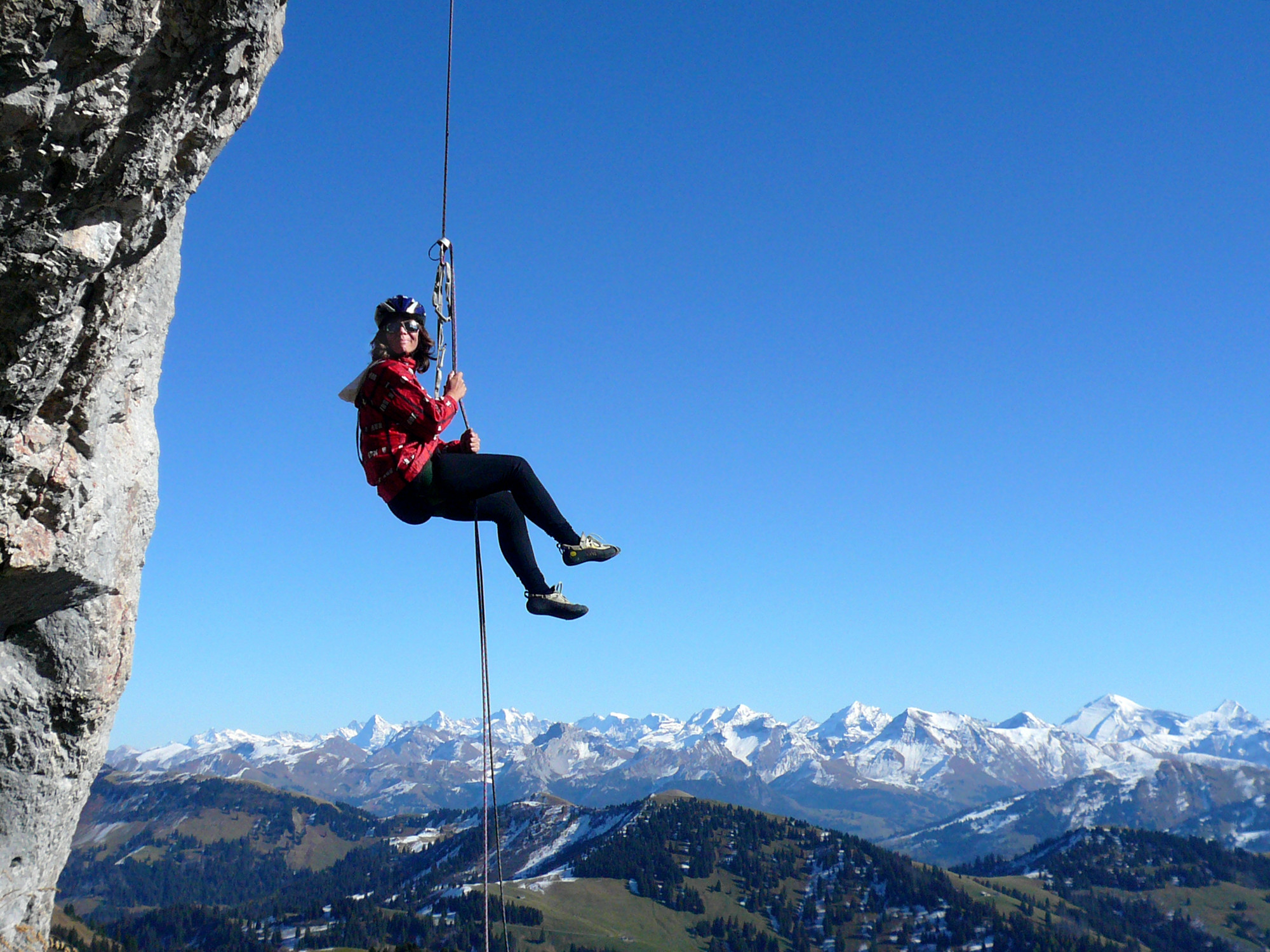
Discesa in corda doppia

La discesa in corda doppia è una tecnica che permette di calarsi lungo pareti verticali, ad esempio nell'ambito di attività sportive quali l'arrampicata, l'alpinismo e la speleologia, oppure nel corso di operazioni militari o di salvataggio.
L'uso di due corde (o di una sola corda doppiata), oltre a garantire un maggiore attrito e quindi un maggior controllo della discesa, consente di recuperare il materiale al termine della manovra.

## Storia

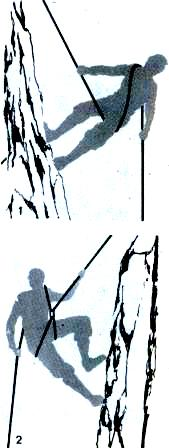
Discesa in corda doppia effettuata senza dispositivi frenanti. 1) metodo Dülfer/Piaz; 2) metodo Comici

La discesa in corda doppia nacque all'inizio del XX secolo. L'inventore è comunemente considerato Hans Dülfer, ma anche Tita Piaz rivendicava l'invenzione. Le prime tecniche sfruttavano l'attrito della corda sul corpo della persona, senza l'utilizzo di altri attrezzi specifici.
Una prima modifica fu introdotta da Emilio Comici: in questa variante, la corda passava attraverso un moschettone agganciato a un anello di corda alla vita, per poi passare sulla spalla dello sportivo. Ironicamente, fu proprio l'uso di questa tecnica nata per rendere più sicura la discesa che costò la vita a Toni Kurz sulla parete nord dell'Eiger nel 1936.
Nel 1943 la tecnica fu ulteriormente migliorata da Pierre Allain, che introdusse il discensore.
Con l'introduzione dell'imbragatura negli anni sessanta la tecnica divenne in sostanza quella attuale.

## Attrezzatura
Le attrezzature minime necessarie per compiere una discesa in corda doppia sono:
- imbragatura: fissata alla corda, sostiene il corpo all'altezza del bacino lasciando libere le gambe
- discensore: attrezzo dotato di apposito freno, attraverso il quale viene fatta passare la corda; serve ad effettuare la discesa in maniera controllata.

È inoltre necessario essere muniti di una serie di attrezzature addizionali, che garantiscano il necessario livello di sicurezza:
- dispositivo autobloccante: anello di cordino per "nodo autobloccante" (prusik, machard), oppure "dispositivo meccanico autobloccante" (shunt)
- caschetto: serve a proteggere la testa dalle cadute di pietre e dagli impatti contro la parete rocciosa. Qualora necessario (es. durante la discesa nelle grotte) può essere dotato di una lampada frontale, in modo da lasciare entrambe le mani libere.

Si possono poi ulteriormente utilizzare:
- guanti: utili per proteggere le mani da pietre taglienti e rovi, ma anche per ridurre l'attrito con le corde.
- scarponi o calzature resistenti: per proteggere i piedi dalle asperità delle pareti.

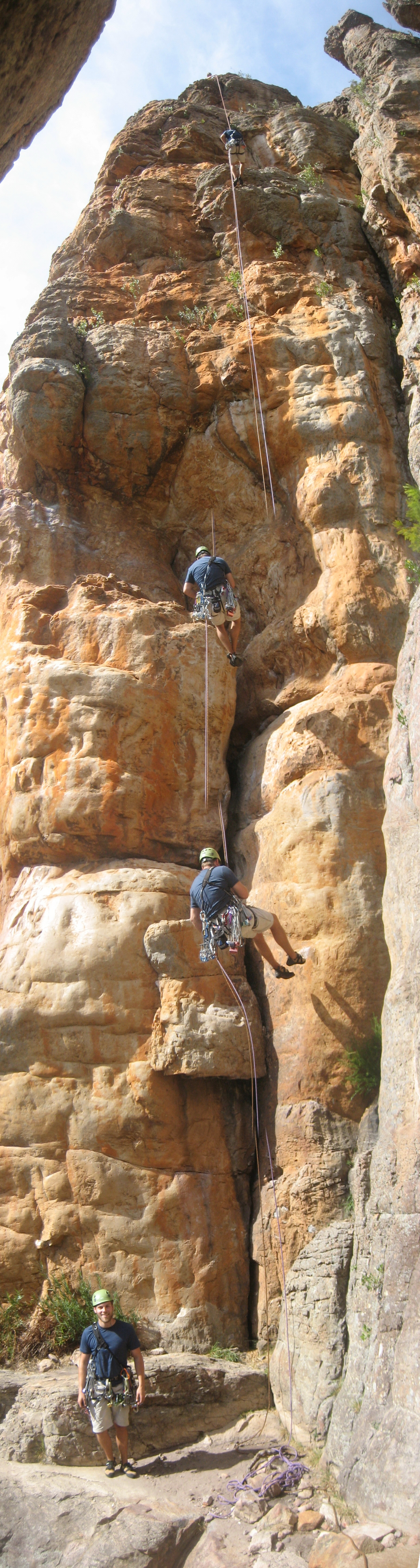
Montaggio di più immagini che mostra una discesa in corda doppia da una parete di roccia naturale.

## Tecnica
Durante la discesa in corda doppia lungo una parete verticale l'unico appoggio è rappresentato dai piedi, mentre il corpo è interamente sospeso nel vuoto e sostenuto dalla corda doppia, fissata all'imbragatura. Le gambe devono essere tenute in posizione flessa, perpendicolari alla parete, per attutire gli impatti del corpo contro di essa (dovuti all'oscillazione nel vuoto), mentre le mani sono impegnate afferrando la corda e regolando il "dispositivo autobloccante".

### La preparazione delle corde
Una corda va passata nell'anello della sosta, e va congiunta all'altra attraverso un nodo di giunzione detto "galleggiante" (un nodo con un lato liscio, che facilmente superi le asperità della roccia, nel momento finale in cui si dovrà recuperare la corda, ruotando all'occorrenza: il "nodo delle guide semplice" (con i capi liberi lunghi almeno 30 cm, serrati indipendentemente l'uno dall'altro) od il "nodo delle guide doppio"
Le corde vengono radunate separatamente "a farfalla" (per evitare che s'attorciglino), partendo dal nodo di giunzione. Si effettua anche un nodo ai capi terminali delle corde (nodo "ad otto" a circa 50 cm dalle estremità), un modo per evitare di superare gli estremi delle corde.
Infine si lanciano le corde (nel caso in cui la parete sia ripida e che non presenti il rischio che esse s'impiglino), oppure le matasse di corda si trasportano appese all'imbragatura nel caso in cui il lancio delle corde non sia possibile; è buona norma gridare «Corda!» nel momento in cui le estremità vengono gettate, per avvisare eventuali arrampicatori sottostanti.

### L'autoassicurazione

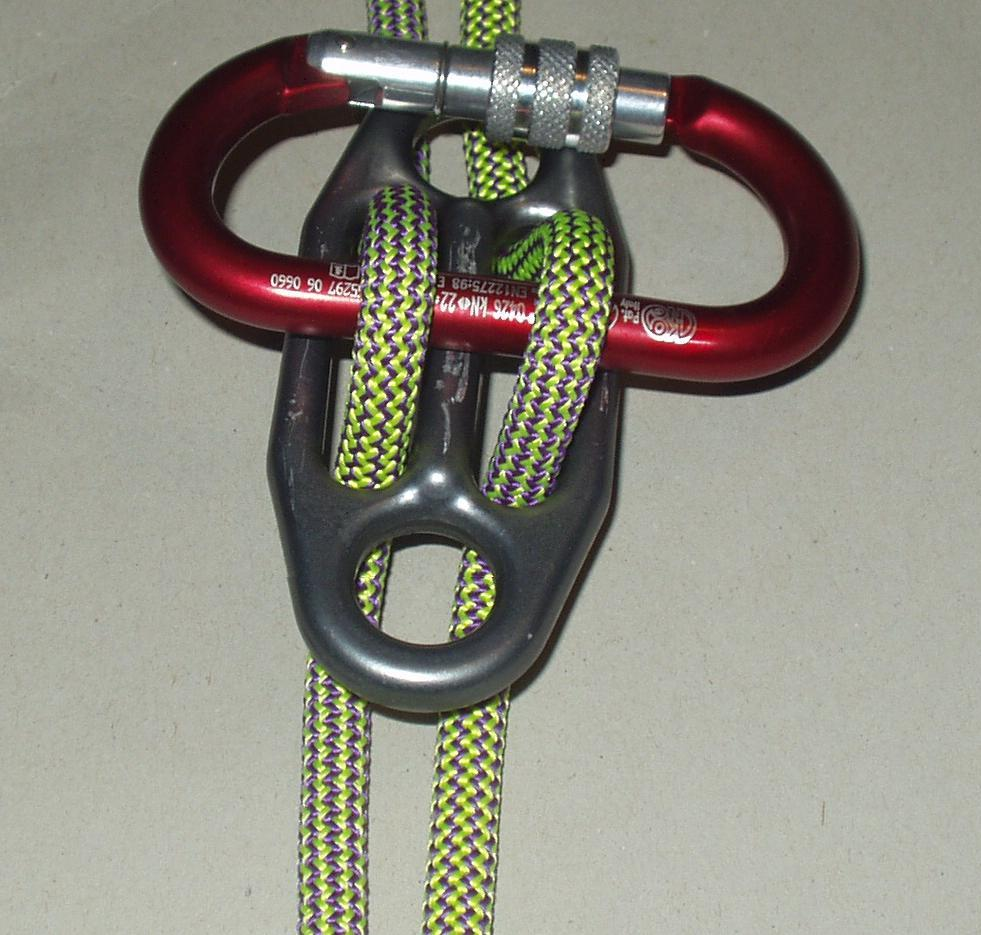
Posizionamento del discensore gi-gi, sulla corda doppia

Ci si deve munire di una longe, o di una fettuccia o di una daisy chain, che viene legata all'anello di servizio dell'imbragatura evitando di ricorrere all'uso di moschettoni, che potrebbero causare infortuni nell'eventualità di un impatto contro la parete; sulla longe, ad un capo verrà posizionato il discensore, all'altro estremo si posizionerà invece un moschettone per l'autoassicurazione alla sosta.
Si effettua con un anello di cordino un "nodo autobloccante" (machard, prusik) attorno alla coppia di corde, e lo si fissa sull'anello di sicurezza dell'imbragatura per mezzo di un moschettone a ghiera. Questo passaggio è molto importante per la sicurezza: nel caso che lo scalatore lasci la corda per qualsiasi motivo, il nodo autobloccante, per propria conformazione, si serra attorno alla corda ed arresta la discesa.
Si posiziona il discensore (la piastrina gi-gi, il discensore ad otto, il secchiello, ecc.) sulle corde, che viene assicurato per mezzo di un moschettone a quell'estremo della longe precedentemente predisposto; il discensore si deve trovare a monte del nodo autobloccante, ad una distanza tale da non entrare in contatto con lo stesso (condizione che non permetterebbe al nodo autobloccante di funzionare correttamente), ed al contempo deve essere a portata di mano, facilmente raggiungibile durante la discesa: come altezza di riferimento si tende ad indicare il livello del volto, considerata quando si è appesi al discensore sulla corda in tensione.

### La discesa
Si stacca il moschettone di autoassicurazione dalla sosta per iniziare la discesa: si tiene con una mano il nodo autobloccante, e con una lieve pressione verso il basso gli s'impedisce di stringersi attorno alla corda principale; con l'altra mano si può controllare la velocità della discesa stringendo la corda; se si lasciano le mani da tutto il sistema la discesa si arresta automaticamente, perché l'autobloccante va a stringersi sulle corde.
Giunti al termine della discesa, all'appoggio dei piedi a terra, è consigliabile abbassarsi ulteriormente per fornire più corda con lo scopo di allentare la tensione sulle attrezzature favorendone la rapida rimozione dalle corde, poiché anche dopo discese di poche decine di metri l'attrito è tale da surriscaldare le componenti metalliche fino a temperature che possono, anche se in piccola misura, danneggiare le corde.

## Speleologia
La tecnica di discesa in speleologia è leggermente differente. Date le caratteristiche dell'attività, si utilizza normalmente una corda singola anziché doppia, che servirà poi anche per la risalita. A tale scopo, è diverso anche il discensore, in genere del tipo "a pulegge fisse". È raro anche l'utilizzo del nodo autobloccante, sostituito a volte da un discensore autobloccante, altre volte completamente assente. Il discensore viene agganciato, mediante un moschettone, direttamente al maillon rapide di chiusura dell'imbrago, cui sono anche agganciate una o due longe di sicurezza.